# Майское сельское поселение (Карачаево-Черкесия)
Майское се́льское поселе́ние — муниципальное образование в Прикубанском районе Карачаево-Черкесии Российской Федерации.
Административный центр — посёлок Майский.

## История
Статус и границы сельского поселения установлены Законом Карачаево-Черкесской Республики от 6 марта 2006 года № 13-РЗ «от 24 февраля 2004 года № 84-РЗ «Об административно-территориальном устройстве Карачаево-Черкесской Республики»

## Население
| 2002  | 2010  | 2012  | 2013  | 2014  | 2015  | 2016  |
| ----- | ----- | ----- | ----- | ----- | ----- | ----- |
| 1397  | ↘1104 | ↘1100 | ↗1117 | ↘1103 | ↘1087 | ↘1068 |
| 2017  | 2018  | 2019  | 2020  | 2021  | 2023  | 2024  |
| ↘1057 | ↘1048 | ↘1018 | ↘994  | ↗1288 | ↘1269 | ↘1259 |
| 2025  |       |       |       |       |       |       |
| ↗1276 |       |       |       |       |       |       |

## Состав сельского поселения
| № | Населённый пункт | Тип населённого пункта          | Население |
| - | ---------------- | ------------------------------- | --------- |
| 1 | Майский          | посёлок, административный центр | ↗1031     |
| 2 | Родниковский     | хутор                           | ↘257      |